# Sussex de l'Est
Le Sussex de l'Est (en anglais : East Sussex /ˌiːst ˈsʌs.ɪks/) est un comté du sud-est de l'Angleterre. Il se situe au sud de Londres, entre le Sussex de l'Ouest, le Surrey et le Kent. Son chef-lieu est Lewes.
Physiquement, le comté est divisé en deux parties ; les collines de craie des Downs du Sud dans le sud-ouest, qui s'achèvent sur les falaises des Seven Sisters, d'une part, et la plaine du Weald dominant le reste du comté.

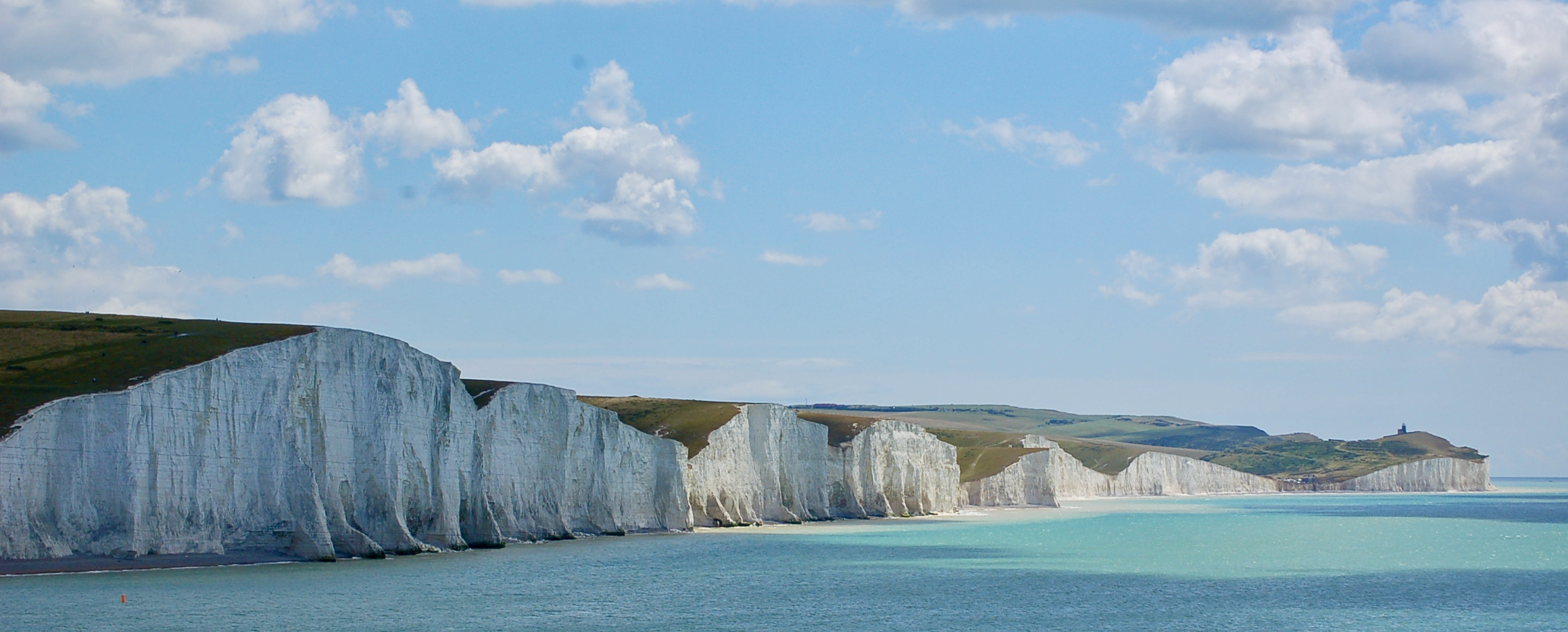
Les Sept Sœurs, Sussex

## Histoire
Avant la conquête romaine, le territoire de l'actuel Sussex de l'Est est occupé par le peuple celte des Regnenses, avec pour capitale Noviomagus Reginorum, l'actuelle Chichester.
Au Haut Moyen Âge, le royaume de Sussex est l'un des royaumes fondés par les Anglo-Saxons. Il est intégré au Wessex au début du IXe siècle et constitue dès lors le comté de Sussex, subdivisé en quatre, puis cinq et enfin six rapes : Chichester, Arundel, Bramber, Lewes, Pevensey et Hastings. C'est près de Hastings que se déroule, en 1066, la bataille qui permet à Guillaume le Conquérant de s'emparer du trône d'Angleterre.
Le Sussex est divisé en deux comtés administratifs (Ouest et Est) par le Local Government Act 1888. Le Sussex de l'Est correspond approximativement aux trois rapes les plus orientaux, ceux de Lewes, Pevensey et Hastings. En 1894, par le Local Government Act de cette année, les portions méridionales de Tunbridge Wells et Lamberhurst ont été transférées au Kent. La frontière entre les deux comtés est déplacée en 1974 en faveur du Sussex de l'Ouest, qui récupère le Mid Sussex avec East Grinstead, Haywards Heath, Burgess Hill et Hassocks.

## Subdivisions

Carte des subdivisions du Sussex de l'Est.

Le Sussex de l'Est est subdivisé en cinq districts et une autorité unitaire :
| No | Nom                     | Chef-lieu              | Superficie (km2) | Population (est. 2011) |
| -- | ----------------------- | ---------------------- | ---------------- | ---------------------- |
| 1  | Brighton et Hove (A.U.) | Hove                   | 32,5             | 104 600                |
| 2  | Lewes                   | Lewes                  | 292,0            | 97 600                 |
| 3  | Wealden                 | Crowborough / Hailsham | 835,0            | 149 400                |
| 4  | Eastbourne              | Eastbourne             | 44,2             | 99 300                 |
| 5  | Rother                  | Bexhill-on-Sea         | 511,8            | 90 700                 |
| 6  | Hastings                | Hastings               | 29,7             | 90 300                 |

## Politique
Le Sussex de l'Est comprend huit circonscriptions électorales :
| Nom | Nom                | Nombre d'électeurs (2010) | Député                                   |
| --- | ------------------ | ------------------------- | ---------------------------------------- |
|     | Bexhill and Battle | 73 593                    | Huw Merriman (Parti conservateur)        |
|     | Brighton Kemptown  | 65 563                    | Simon Radford-Kirby (Parti conservateur) |
|     | Brighton Pavilion  | 70 509                    | Caroline Lucas (Parti vert)              |
|     | Eastbourne         | 66 949                    | Caroline Ansell (Parti conservateur)     |
|     | Hastings and Rye   | 74 623                    | Amber Rudd (Parti conservateur)          |
|     | Hove               | 70 912                    | Peter Kyle (Parti travailliste)          |
|     | Lewes              | 65 282                    | Maria Caulfield (Parti conservateur)     |
|     | Wealden            | 74 989                    | Nus Ghani (Parti conservateur)           |

## Lieux d'intérêt
- Château de Bodiam
- Abbaye de Battle
- Brighton Pavilion
- Jardins de Sheffield Park
- Château de Lewes

Le drapeau du Sussex de l'Est.

- Glyndebourne, célèbre pour son festival

## Chemins de fer historiques
- Volk's Electric Railway (en)
- Bluebell Railway (en) (aussi en Sussex de l'Ouest)
- Kent and East Sussex Railway (aussi en Kent)